# سگ‌ماهی تاج‌دار غربی
نام انگلیسی:Western crested loach
نام فارسی:مار ماهی و سگ ماهی. 
خصوصیات کلیدی:D.III۷ A.۵ P.II V.I۶
سه جفت سبیلک، طول استاندارد ۸/۵ برابر طول ساقه دمی، باله پشتی و مخرجی تقریباً گرد، بدن پوشیده از لکه‌های کوچک قهوه‌ای و تیره.روی ساقه دمی برجستگی تیز شبیه به تاج(Crest) دارد.
اندازه:حداکثر طول استاندارد ۹۰ میلیمتر.
زیستگاه:قسمتهای فوقانی و میانی رود خانه‌ها با بستر قلوه سنگی و سنگلاخی (آبهای سرد و غنی از اکسیژن را ترجیح می‌دهد).
غذا:حشرات آبزی(Trichoptera,Ephemeroptera,Plecoptera,Chironomidae)
تولید مثل:فصل بهار.
اهمیت اقتصادی: طعمه ماهیان بزرگتر است، ارزش زیبایی‌شناسی و نگهداری در آکواریوم را دارد.
پراکنش: رودخانه‌های دجله، کارون، تجن و حوضه‌های رودخانه کر، دریای خزر، دریاچه ارومیه و نمک.